# Schneekopf - Schmücker Graben - Großer Beerberg
Schneekopf - Schmücker Graben - Großer Beerberg este o arie protejată (arie specială de conservare — SAC, sit de importanță comunitară — SCI) din Germania întinsă pe o suprafață de 1.106 ha, integral pe uscat.

## Localizare
Centrul sitului Schneekopf - Schmücker Graben - Großer Beerberg este situat la coordonatele 50°40′27″N 10°45′33″E / 50.6742°N 10.7592°E.

## Înființare
Situl Schneekopf - Schmücker Graben - Großer Beerberg a fost declarat sit de importanță comunitară în septembrie 2000 pentru a proteja 12 specii de animale. Situl a fost protejat și ca arie specială de conservare în iulie 2008.

## Biodiversitate
Situată în ecoregiunea continentală, aria protejată conține 17 habitate naturale: Cursuri de apă de la nivel de câmpie la nivel montan, cu vegetație Ranunculion fluitantis și Callitricho-Batrachion, Pajiști uscate europene, Formațiuni ierboase bogate în specii de Nardus, dezvoltate pe substraturi silicioase în zone montane (și în zone submontane, în Europa continentală), Liziere de ierburi înalte hidrofile de câmpie și de nivel montan până la alpin, Fânețe montane, Turbării active, Mlaștini oligotrofe degradate, capabile încă de regenerare naturală, Mlaștini turboase de tranziție și turbării mișcătoare, Grohotișuri silicioase medio-europene, la altitudine înaltă, Pante stâncoase silicioase cu vegetație casmofită, Roci stâncoase cu vegetație pionieră de Sedo-Scleranthion sau Sedo albi-Veronicion dillenii, Peșteri inaccesibile publicului, Păduri de fag Luzulo-Fagetum, Păduri pe pante, grohotișuri și ravene de Tilio-Acerion, Mlaștini împădurite, Păduri acidofile de Picea de la nivel montan la nivel alpin (Vaccinio-Piceetea), Ape stătătoare oligotrofe până la mezotrofe, cu vegetație de Littorelletea uniflorae și/sau de Isoëto-Nanojuncetea.
La baza desemnării sitului se află mai multe specii protejate de  păsări (12): minunița (Aegolius funereus), fâsă de luncă (Anthus pratensis), barză neagră (Ciconia nigra), ciocănitoare neagră (Dryocopus martius), Falco peregrinus peregrinus, becațină comună (Gallinago gallinago), ciuvică (Glaucidium passerinum), ciocârlie de pădure (Lullula arborea), viespar (Pernis apivorus), mărăcinar (Saxicola rubetra), cocoșul de mesteacăn (Tetrao tetrix tetrix),  cocoș de munte (Tetrao urogallus)
Pe lângă speciile protejate, pe teritoriul sitului au mai fost identificate 16 specii de plante, 2 specii de amfibieni, 1 specie de mamifere, 52 de specii de nevertebrate.